# Christian Wermuth

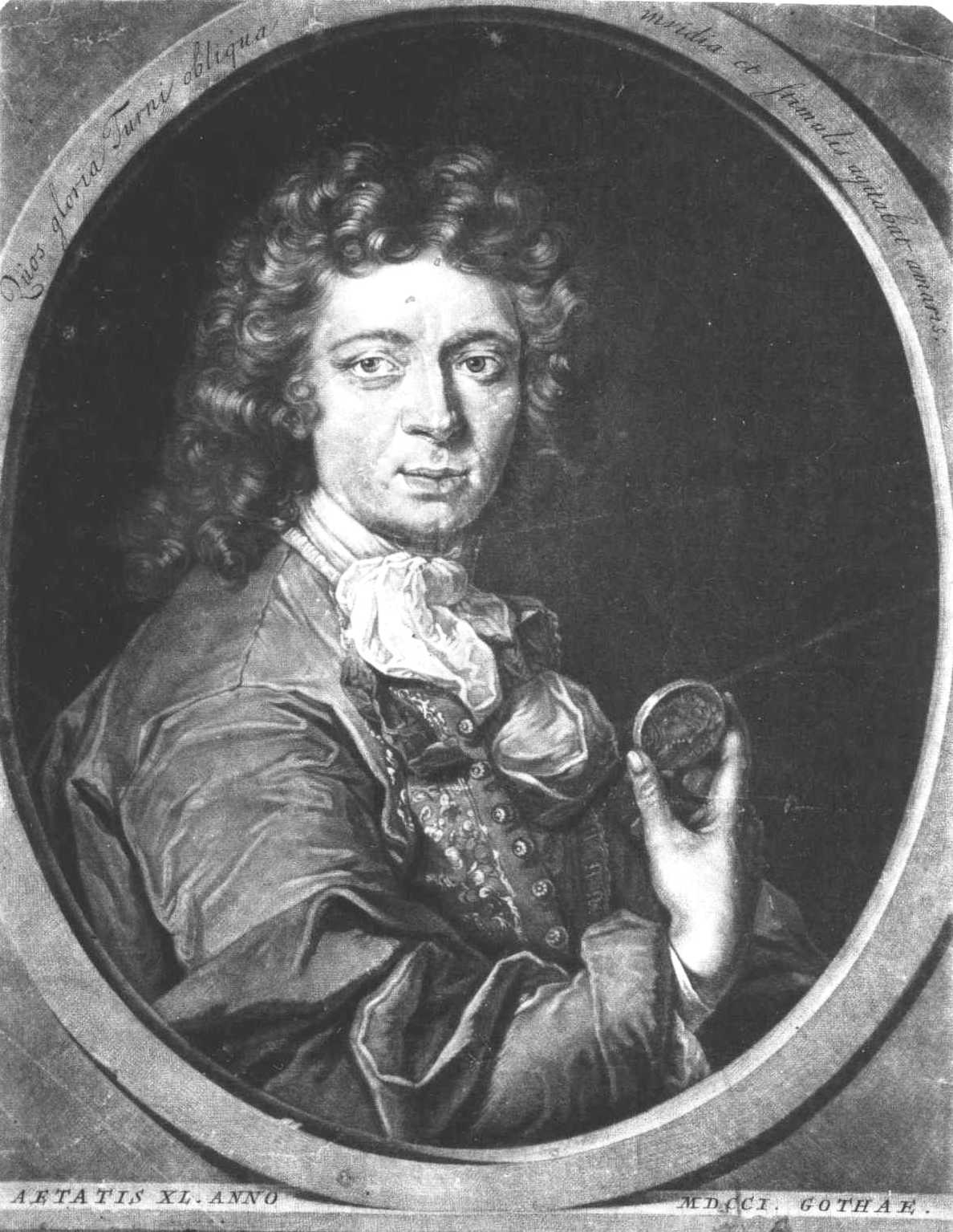
Christian Wermuth

Christian Wermuth (* 16. Dezember 1661 in Altenburg; † 3. Dezember 1739 in Gotha) war ein deutscher Medailleur.

## Leben
Wermuth war der älteste Sohn des Hofgürtlers Christian Wermuth (* 22. August 1636; † 25. März 1680) und dessen Frau Maria Rebecca (geborene Reinheckel, * 1646; † 3. August 1676). Er hatte acht Geschwister, vier Brüder und vier Schwestern. 1669 siedelte sich sein Vater in Dresden als Gürtler am kurfürstlichen Hof an. Sein Sohn erlernte nach dem Besuch der Kreuzschule als Schüler des berühmten Stempelschneiders Ernst Caspar Dürr den Beruf des Graveurs und arbeitete dann möglicherweise beim Graveur Pieler. Später fand er Anstellung als Münzeisenschneider in Sondershausen.
1686 wurde er Graveur an der Münzstätte Gotha und 1688 fürstlich sächsisch-gothaischer Hofmedailleur und Münzgraveur. In demselben Jahr heiratete er am 25. September Elisabeth Juliane Voigtländer (* 28. Januar 1670), die Tochter des lüneburgschen Amtsmannes in Bettmar, Landvogt Julius Eberhard Voigtländer. Fünf Söhne und vier Töchter gingen aus dieser Ehe hervor. 1694 begann er, eine Serie von Medaillons zu entwerfen, die jeden Kaiser in einer seiner wichtigsten Handlungen zeigte. Diese Serie von 214 sehr schönen Medaillen fand allgemeines Interesse und brachte ihm 1699 das kaiserliche Privileg ein, in seinem Hause ein Prägewerk zu halten und Münzen zu prägen, obwohl die Serie erst 1715 fertig wurde.
1703 versuchte der König Friedrich I., Wermuth an die Stelle seines berühmten, verstorbenen Hofmedailleurs Raimund Faltz nach Berlin zu rufen, doch Wermuth lehnte ab und erhielt trotzdem als Zeichen der königlichen Gnade den Titel. Von nun an nannte er sich „Kaiserlich privilegierter, auch Königlich Preußischer und Fürstlich Sachsen-Gothaischer Medailleur.“ Es wird berichtet, „daß kein Potentat oder großer Herr zu seiner Zeit gelebt, den er nicht mit seiner Kunst zu bedienen geflissen gewesen sei.“
In Gotha gründete Wermuth eine Stempelschneiderschule, aus der später eine große Anzahl bedeutender Künstler hervorging: Johann Christian Koch aus Großzerbst; Johann Christian Weber aus Wittenberg, später Arnstädtischer Medailleur und Reichsthalerzeichner; Johann Friedrich Hilken (auch Hilcken) aus Nordhausen, später herzoglich-Braunschweigerischer Medailleur; Rudolf Philipp Wahl aus Clausthal, später sachsen-eisenachischer Medailleur; Jeremias Balthasar Wilhelmi aus Gotha, später Medailleur in Ilmenau, und Carl Johann Heinrich Voigtländer aus Bettmar, der Schwager von Wermuth, der später Wappenschneider in Erfurt wurde – um nur einige von ihnen zu nennen.
Neben der Schule und seiner Werkstatt gründete Wermuth einen Verlag für numismatische Schriften, in der auch „Tentzels Sächsisches Medaillen Cabinett“ erschien. Nach dem Tode von Wilhelm Ernst Tentzels führte er dessen Werk weiter.
Die Werkstatt von Wermuth florierte. Die Zahl seiner hergestellten Münzen und Medaillen wurden auf weit über 1.300 Stück geschätzt. Über seine Werke existierten mehrere ausführliche Kataloge. Seine schönsten Stücke stammen aus der Ära zwischen 1700 und 1707, von denen es aber auch hieß, dass sie von Johann Christian Koch herstammen könnten. Mit seinen Erzeugnissen war Wermuth auch auf den Leipziger Messen vertreten. Seinen Reichtum legte er in eine wertvolle Münzsammlung, in die Vergrößerung seiner ansehnlichen Bibliothek sowie in sein stattliches Wohnhaus an, das sich in der Mönchelsstraße in Gotha befand.
Wermuth war ein für seine Zeit ein durchaus vielseitiger gebildeter Mensch, hatte aber die Eigenheit, auf etwas mehr als hundert Münzen satirisch Sachverhalte darzustellen, die er anprangern wollte. Insbesondere der sächsische König August der Starke soll ihm einige dieser Münzen sehr übelgenommen haben. Mehrere Male wurde er deshalb in langwierige Prozesse verwickelt, die ihn jedoch nicht störten. Er war stolz darauf, durch solche Münzen die Wahrheit sagen zu können und änderte am Ende seines Lebens in Anspielung dessen seinen Namen oft in Warmuth um. Er starb am 3. Dezember 1739 im Alter von 78 Jahren in Gotha.